# Theo Angelopoulos
Theodoros "Theo" Angelopoulos, řecky Θεόδωρος Αγγελόπουλος (27. duben 1935, Athény – 24. leden 2012, Athény) byl řecký filmový režisér, scenárista a producent. Jeho nejslavnějším filmem byl snímek Věčnost a jeden den (Mia aioniotita kai mia mera, Μια αιωνιότητα και μια μέρα), s Bruno Ganzem v hlavní roli smrtelně nemocného spisovatele. Za něj dostal Zlatou palmu na festivalu v Cannes roku 1998. Film Oddyseův pohled (To Vlemma tou Odyssea, Το βλέμμα του Οδυσσέα) s Harvey Keitelem v hlavní roli, natočený roku 1995, zařadil časopis Time mezi 100 nejlepších filmů všech dob.

## Život
Studoval nejprve práva, ale studia opustil a odjel do Paříže, kde začal studovat filozofii, ale především trávil hodiny v Cinémathèque française. Film ho uchvátil a vystudoval nakonec Institut des Hautes Études Cinématographiques (zvaný dnes La Fémis). Poté se vrátil do Řecka, kde se krátce věnoval filmové kritice v levicovém deníku Allagi, který byl však zakázán roku 1967 vojenskou juntou, která uchopila moc. Roku 1970 natočil svůj první film nazvaný Rekonstrukce (Anaparastasi).
Zemřel krátce poté, co ho roku 2012 srazil motocykl při přecházení ulice, uprostřed natáčení filmu Jiné moře, který měl pojednávat o řecké ekonomické krizi.

## Dílo
Řada jeho filmů se věnovala tématům nedávné řecké historie (německá okupace, občanská válka). K takovým patří Krajina v mlze (Topio stin omichli, 1988) či trilogie Dny roku 36 (Meres tou '36, 1972), Kočovní herci (O Thiassos, 1975) a Lovci (Oi kynigoi', 1977).
Typickým v jeho snímcích byly dlouhé scény bez dialogu a neobvyklé nakládání s filmovým časem (například prolínání minulosti do aktuální scény). Výjimkou také není stopáž přes tři hodiny. Od roku 1986, od snímku Včelař (O Melissokomos), kde dal příležitost Marcellu Mastroiannimu, s oblibou obsazoval proslulé herce, mezi nimiž nechyběli Willem Dafoe či Jeanne Moreauová.
New York Times ho označil za "jednoho z nejdůležitějších režisérů 2. poloviny 20. století", "antitezi Hollywoodu", jehož "snivé, atmosférické a tajuplné" filmy "zkoumaly lidskou situaci i situaci moderního Řecka s neodbytnou imaginací zakořeněnou v mýtech".